# Albina Kelmendi
Albina Kelmendi (Pejë, Jugoslávia [actual Kosovo]; 27 de Janeiro de 1998) é uma cantora e compositora kosovar-albanesa. Representou a Albânia no Festival Eurovisão da Canção de 2023 com a canção «Duje».

## Biografia
Albina Kelmendi nasceu em Pejë, no Kosovo (então parte da República Federal da Jugoslávia). Estudou clarinete e piano na escola de música «Halit Kasapolli», na sua cidade natal, e começou a actuar com a sua família sob o nome de «Family Band».

## Carreira

### 2014–2021: «The Voice» e «Top Fest»
Em 2014, fez a audição para a 4.ª temporada do The Voice da Albânia. Depois de ter conseguido que os quatro treinadores lhe virassem a cadeira, juntou-se à equipa Elsa. Terminou como a segunda classificada da temporada.
| Etapa      | Canção                           | Artista original                | Resultado                     |
| ---------- | -------------------------------- | ------------------------------- | ----------------------------- |
| Prova Cega | "Something's Got a Hold on Me"   | Etta James                      | Juntou-se à equipa de Elsa    |
| Batalha    | "Run Baby Run"                   | Sheryl Crow                     | Ganhou contra Nilsa Hysi      |
| Knockout   | "Suus"                           | Rona Nishliu                    | Ganhou contra Xhejni Memlikaj |
| Live shows | "Tomlin e nanës"                 | Jericho                         |                               |
| Live shows | "Serenata e Shubertit"           | Frederik Ndoci                  |                               |
| Live shows | "All for Love"                   | Bryan Adams, Rod Stewart, Sting | Com a Equipa Elsa             |
| Semi-final | "It's a Man's Man's Man's World" | James Brown                     |                               |
| Final      | "Zgjohu"                         | Jericho                         |                               |
| Final      | "Unchain My Heart"               | Ray Charles                     |                               |
| Final      | "Tomlin e nanës"                 | Jericho                         |                               |

No ano seguinte, participou na décima segunda edição do «Top Fest», onde apresentou a canção «Nuk ka ma mire».

### 2022-2023: Nana loke, Festivali i Këngës e Festival Eurovisão da Canção
Em Junho de 2022, Albina Kelmendi lançou o seu álbum de estreia intitulado «Nana loke». Em Dezembro do mesmo ano, Albina Kelmendi e cinco membros da sua família participaram no «Festivali i Këngës 61» sob o nome: «Albina & Familja Kelmendi», onde apresentaram a canção «Duje». Embora tenha ficado em segundo lugar na última noite, cujo resultado foi decidido por um júri, o voto do público escolheu-os como representantes da Albânia no Festival Eurovisão da Canção de 2023, em Liverpool, no Reino Unido.

## Discografia

### Álbuns de estúdio
- 2022 – Nana loke

### Singles
- 2015 – Ëndrrën mos ma merr
- 2016 – Hera e parë
- 2018 – Denim (com Sinan Vllasaliu)
- 2019 – Potpuri 2020 (com Taulant Bajraliu)
- 2020 – Shko
- 2020 – Hajredin Pasha
- 2020 – Një takim (com Taulant Bajraliu)
- 2020 – Ishim
- 2020 – Mos me lini vet
- 2020 – Ta fali zemra
- 2020 – Vjet e mija po kalojn
- 2020 – Hallakam (com Labinot Tahiri)
- 2020 – Ç'ka don tash prej meje (com Ymer Bajrami)
- 2021 – Mirazh
- 2021 – Kur ta ktheva Kosovë shpinën
- 2021 – Vullkan
- 2021 – Zot mos e bo
- 2021 – E kom prej teje
- 2021 – Pa mu
- 2021 – Çike e bukur
- 2021 – Moj e mira te pojata
- 2022 – Jakup Ferri
- 2022 – Jetoj me shpresë
- 2022 – Nane moj kom gabu
- 2022 – Syte e tu
- 2022 – Duje
- 2023 – Emri im
- 2023 – Inat